# Saukville (condado de Ozaukee, Wisconsin)
Saukville es un pueblo ubicado en el condado de Ozaukee en el estado estadounidense de Wisconsin. En el Censo de 2010 tenía una población de 1.822 habitantes y una densidad poblacional de 21,56 personas por km².

## Geografía
Saukville se encuentra ubicado en las coordenadas 43°25′7″N 87°59′18″O / 43.41861, -87.98833. Según la Oficina del Censo de los Estados Unidos, Saukville tiene una superficie total de 84.51 km², de la cual 82.85 km² corresponden a tierra firme y (1.97%) 1.67 km² es agua.

## Demografía
Según el censo de 2010, había 1.822 personas residiendo en Saukville. La densidad de población era de 21,56 hab./km². De los 1.822 habitantes, Saukville estaba compuesto por el 98.02% blancos, el 0.05% eran afroamericanos, el 0.44% eran amerindios, el 0.38% eran asiáticos, el 0% eran isleños del Pacífico, el 0.6% eran de otras razas y el 0.49% pertenecían a dos o más razas. Del total de la población el 2.63% eran hispanos o latinos de cualquier raza.